# USS LST-76
O USS LST-76 foi um navio de guerra norte-americano da classe LST que operou durante a Segunda Guerra Mundial.